# 心塵情緣
《心塵情緣》（英語：Ask the Dust）是一部2006年爱情片，由Robert Towne自編自導，改編自John Fante的同名小說。

## 演員表
- 科林·法雷尔飾演Arturo Bandini
- 莎瑪·希恩飾演Camilla Lopez
- 唐纳德·萨瑟兰飾演Hellfrick
- 艾琳·阿特金斯飾演Mrs. Hargraves
- 伊迪娜·曼佐飾演Vera Rivkin
- 賈斯汀·柯克飾演Sammy
- Dion Basco（英语：Dion Basco）飾演Patricio/houseboy
- Jeremy Crutchley（英语：Jeremy Crutchley）飾演Solomon
- 威廉·麥鮑瑟飾演Bill
- Tamara Craig Thomas飾演Sally

## 評價
影評匯總網站爛蕃茄收集103篇專業影評文章，其中36篇是好評，算出「新鮮度」為35%，平均得分5.10分（滿分10分），而Metacritic則根據33篇評論文章給出平均分58（滿分100），綜合結果為「褒貶不一或普通評價」。

## 外部連結
- 互联网电影数据库（IMDb）上《心塵情緣》的资料（英文）
- 爛番茄上《心塵情緣》的資料（英文）
- Box Office Mojo上《心塵情緣》的資料（英文）
- AllMovie上《心塵情緣》的资料（英文）